# ヴィルヘルム・ツェンガー
ヴィルヘルム・ツェンガー（ドイツ語: Wilhelm Zenger、1877年 - 1911年5月19日）は、ドイツ出身のフィギュアスケート選手（男子シングル）。ドイツ選手権2連覇（1900年-1901年）。
兄はフィギュアスケート選手のカール・ツェンガー。

## 主な戦績
| 大会/年        | 1899-00 | 1900-01 |
| -------------- | ------- | ------- |
| 西ドイツ選手権 | 1       | 1       |